# Plastikový model

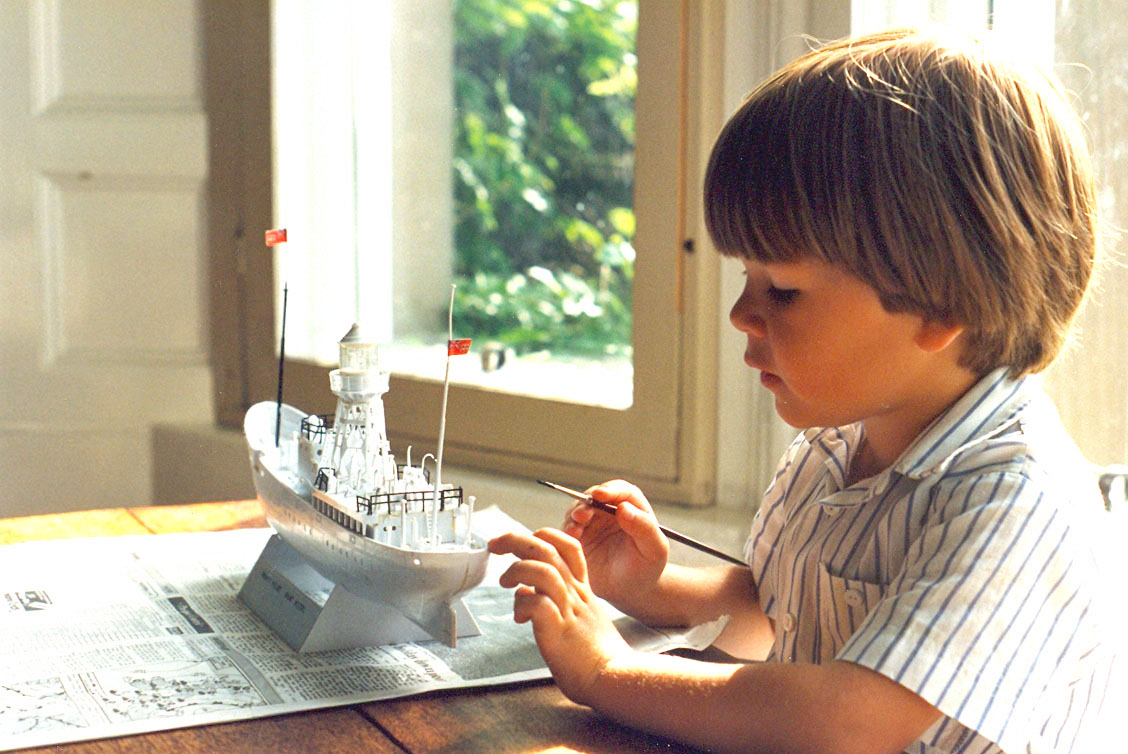
chlapec stavějící plastikový model

Plastikové modelářství je obor modelářství, zabývající se stavbou statických modelů z plastových stavebnic, nejčastěji polystrenových výlisků. Stavebnice modelů zobrazují zejména letadla, auta, bojová vozidla, lodě, vlaky, ale i budovy či lidi a jsou vyráběny v různých měřítcích (1:72, 1:48, 1:32 ad.). Stavebnic je mnoho druhů, od jednoduchých po náročné, obsahujících stovky dílů a vyžadujících mnoho hodin práce.

## Výroba výlisků
Výrobce modelu vytvoří co nejpřesnější zmenšeninu (tzv. master) skutečného objektu v příslušném měřítku. V minulosti vznikala podle předlohy měděná elektroda, kterou se pomocí elektroerozivního obrábění vytvořila ocelová forma. V současnosti je tvar modelu vyfrézován do formy podle počítačových dat pomocí CNC frézy. Následně jsou všechny povrchy leštěny, aby měl výlisek jednotný povrch a usnadnilo se jeho oddělení z formy.
Při výrobě všech části musí být dodržena vysoká přesnost, protože i drobná přesazení dílů jsou na sestaveném modelu viditelná a vyžaduje od modeláře úpravu. Forma dále podstupuje náročné operace, při kterých je doplněna množstvím prvků důležitých pro správnou funkci – chladicí kanály, vyrážeče atd.
Hotová forma se upne do tzv. vstřikolisu, který do ní během zlomku sekundy vstříkne pod vysokým tlakem roztavený plast. Ten je kanálky licího rámečku rozveden ke všem dílům a vznikají výlisky. Rámeček usnadňuje následnou kontrolu a balení.
Plast modelu je zpravidla světle šedý, některé díly znázorňující okna či světla jsou čirá. Vyrábějí se však i stavebnice, pro které je polystyrén namíchán a lisován ve zvoleném odstínu. Tyto stavebnice zpravidla jednoduchých modelů nevyžadují barvení a jsou určeny především dětem či začátečníkům. Někteří výrobci opatřují určité díly vrstvičkou vakuově napařeného kovu, aby tak imitovali chrom.
Pro technickou náročnost výroby a počty prodejů výrobku se zpravidla vybírá atraktivní předloha. Některé stavebnice z 80. let jsou dodnes modelářskou obcí považovány za raritu (např. B-24 Liberator od firmy Monogram).
Hotové výlisky jsou společně s návodem, obtisky a dalšími doplňky distribuovány v papírových krabicích k prodejcům. Výrobní cena jedné krabice výlisku činí řádově 70 – 240 Kč, zbytek maloobchodní ceny tvoří marže obchodníků, náklady na marketing, výzkum a vývoj nových postupů.

## Stavba modelu
Jednotlivé díly plastikové stavebnice musí modelář nejprve oddělit od licích rámečků, zbavit případných nečistot a otřepů a následně spojit dohromady vhodným lepidlem. Používají se zejména lepidla na bázi rozpouštědel plastu, kyanoakrylátová lepidla apod. Následuje pečlivé broušení a leštění. Případné nepřesnosti při lepení dílů se upravují pomocí tmelů. Povrch modelu se následně nastříká tekutým tmelem (tzv. surfacerem), který slouží k ucelení povrchu a zajišťuje správnou přilnavost barvy.
Poté je povrch dotvářen akrylovými či syntetickými barvami. Barva se obvykle nanáší airbrush pistolí, na drobné díly či figurky se používají speciální štětce různých, často velmi malých velikosti. Po sestavení modelu, zpravidla ještě před osazením drobných detailů, se může provést patinování. Nakonec se model lakuje matným, lesklým, případně pololesklým lakem.
K realistickému vzhledu modelu přispívají i různé doplňky – tzv. resinové odlitky ze syntetické pryskyřice, fotoleptané díly (např. bezpečnostní pásy v kokpitech letadel), cínové odlitky (např. pásy bojových vozidel). Resinové doplňky často svým rozsahem nahrazují i celé původní díly modelu.
Velkou roli při sestavování modelu a aplikaci hraje šikovnost a zkušenost modeláře. V počátcích modelářství si každý modelář vymýšlel sám různé improvizované postupy, jak dosáhnout různých realistických efektů. Dnes lze většinu přípravků koupit v modelářských prodejnách a specializovaných internetových obchodech.

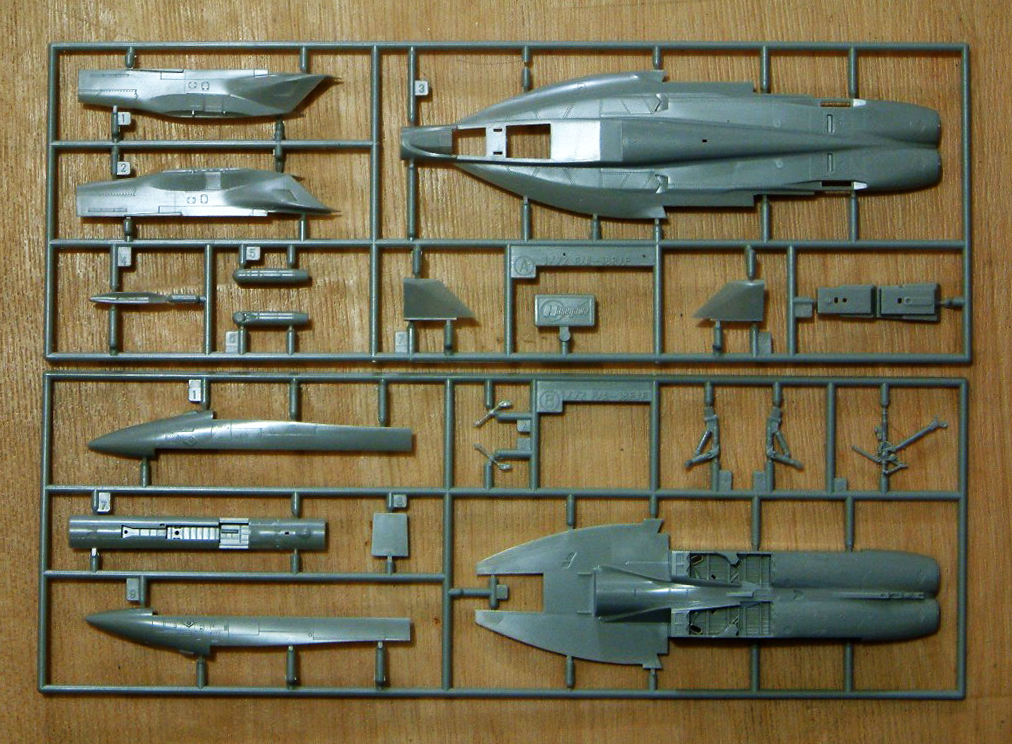
části plastikového modelu v licích rámečcích

## Patinování
Patinování je sada postupů, jejichž cílem je dosáhnout co nejrealističtějšího vzhledu modelu. Jedná se například o přetírání silně zředěnými olejovými barvami (tzv. wash) pro zvýraznění předělů mezi jednotlivými částmi, aplikaci filtrů a patinátorů simulujících prach, bláto, odřeniny, kouř, začazení výfuků, rez, ale také opotřebení vlivem povětrnostních podmínek. Známé je i použití prosvětlovacích technik malby v rámci tzv. španělské školy (na základě studia technik malby starých mistrů a jejich prosvětlování obrazů, motivů svítícího slunce, přechodů mezi barvou a materiálem).

## Modelářství v Česku
V Česku má plastikové modelářství dlouhou historii, která začíná zhruba na konci 60. let 20. století, kdy vznikl první československý model, a těší se oblibě již od dob fungování organizace Svazarm. Základ bodovacího systému na soutěžích patří v ČR k jednomu z nejpřísnějších. Každoročně se pořádá mistrovství ČR juniorů i seniorů v plastikovém modelářství. Vítězové reprezentují ČR na největší evropské soutěži IPMS Scale Modelworld v anglickém Telfordu.

### Tištěná periodika
- Modelář (měsíčník)
- Novinky (dvouměsíčník)
- Revi (dvouměsíčník)
- HPM (Historie a plastikové modelářství)

### České portály
- SMČR(Svaz Modelářů ČR)
- CMK Liga
- E-Day
- Modely tanků
- ModelForum.cz

### Zahraniční portály
- HyperScale
- Aircraft resource Center
- IPMS Stockholm Archivováno 13. 5. 2008 na Wayback Machine.
- Modellversium
- Cyber Modeller
- Missing lynx